# ستاره میستو (ناحیه برونتال)
ستاره میستو (ناحیه برونتال) (به چکی: Staré Město) یک منطقهٔ مسکونی در جمهوری چک است که در شهرستان برونتال واقع شده‌است.